# Falcon 9
Falcon 9 je nosná raketa americké soukromé společnosti SpaceX. Svým tahem a nosností je srovnatelná s ruskými raketami Angara 5 a Proton, americkými Delta IV a Atlas V a čínskou Čchang-čeng 5.
Falcon 9 startuje na Floridě z Kennedyho vesmírného střediska ze startovacího komplexu 39A, z komplexu SLC-40 na Mysu Canaveral , nebo z komplexu SLC-4E Vandenbergovy letecké základny v Kalifornii.
V rámci programu na vývoj znovupoužitelného nosného systému testovala a demonstrovala společnost SpaceX potřebné technologie na raketě Falcon 9. Následně se Falcon 9 stal první a prozatím jedinou kosmickou raketou u které byl zrealizován koncept znovupoužitelnosti prvního stupně.
Při svém dvacátém startu 22. prosince 2015 první stupeň rakety úspěšně provedl experimentální přistání v přistávací zóně 1 (LZ-1) na mysu Canaveral. O čtyři měsíce později, 8. dubna 2016, první stupeň úspěšně dosedl na autonomní plovoucí plošině Of Course I Still Love You. 
30. března 2017 společnost SpaceX jako první na světě úspěšně vyslala do vesmíru již dříve použitý první stupeň nosné rakety Falcon 9, bylo to při misi SES-10. Během mise se podařilo demonstrovat opakovanou použitelnost nejdražší části rakety - 1. stupně. 1. stupeň navíc po vynesení nákladu na orbitu znovu úspěšně přistál na plošině Of Course I Still Love You. Původně byl tento 1. stupeň použit při úspěšné misi CRS-8 v dubnu 2016.
Přistávání prvních stupňů a jejich znovupoužití se stalo rutinou. Úspěšnost přistání přesahuje 94 % a téměř polovina startů byla provedena s již minimálně jednou použitým stupněm. K 2. květnu 2025 je rekordmanem ve znovupoužití stupeň B1067, který má již 27 použití.

## Verze

Zleva Falcon 1, Falcon 9 v1.0, Falcon 9 v1.1 a Falcon Heavy

Aktuálně je známo pět vývojových verzí Falconu 9. Verze 1.0 a 1.1 už byly z provozu vyřazeny a byly nahrazeny aktuální verzí FT. Ta byla dále optimalizována v rámci tzv. verzí/bloků, kdy zejména poslední Block 4 a Block 5 byly optimalizovány pro co nejefektivnější znovupoužitelnost prvních stupňů. Dříve bylo počítáno i s dalším vývojem, při kterém by byly stávající motory Merlin nahrazeny motory Raptor, není však jasné, jestli jen na druhém, nebo i prvním stupni.
V současné době (2020) však SpaceX cílí zejména na co nejrychlejší vývoj nosného systému Starship a své aktivity směřující k další modernizaci Falcon 9 výrazně utlumila zejména proto, aby nedocházelo ke štěpení vývojových zdrojů.

### Falcon 9 v1.0
Vývoj začal v roce 2005 a první let přišel 4. června 2010. Letů bylo celkem pět a všechny splnily primární část mise. Poslední start proběhl 1. března 2013. Falcon 9 v1.0 postupně vynesl čtyři zásobovací lodě Dragon, z toho dva byly testovací lety a dva operační podle smlouvy CRS (CRS-1, CRS-2).

### Falcon 9 v1.1
Tato verze létala mezi roky 2013 a 2016. Oproti předchozí verzi došlo k nárůstu výkonu a hmotnosti o 60 %, stejně tak i nádrže byly takto zvětšeny. Motory na prvním stupni byly nahrazeny modernizovanou verzí Merlin 1D. Tato zlepšení zvýšila užitečné zatížení až na 13 150 kg na LEO. Na prvním stupni se změnilo uspořádání motorů, uspořádání se nazývá octaweb. U této verze už se začalo zkoušet přistávání prvního stupně, ale této verzi se nikdy přistát nepodařilo. Tato verze měla jednu nehodu a to při letu CRS-7.

### Falcon 9 v2.0
Tato v současnosti používaná verze má údajně až o 30 % vyšší tah než verze předchozí. Původně tato verze začala létat s více podchlazeným palivem, ale po nehodě při tankování druhého stupně, kdy byla na raketě umístěná družice Amos-6, se přešlo zpět na teplejší palivo, což mělo za následek mírné snížení výkonu. Při svém prvním letu v prosinci 2015 (se satelitem ORBCOMM-2) dokázal první stupeň rakety poprvé přistát zpět na Zemi. V březnu 2017 byl ke startu se satelitem SES-10 poprvé použit již jednou letěný první stupeň rakety.
Samotná varianta FT se dělí ještě na varianty Block 3, Block 4 a Block 5. Nástup Blocku 4 byl postupný a nejdříve v této verzi létaly pouze druhé stupně. K prvnímu letu kompletní rakety Block 4 došlo při misi CRS-12. Dnes je využívána pouze varianta rakety- Block 5.

### Testovací verze
Při počátcích testování přistávání prvních stupňů byly použity rakety Grasshoper a Falcon 9R Dev, obě derivované z letové konfigurace v1.1. První zmíněná testovala schopnost vzlétat a přistávat při malých rychlostech a v malých výškách, s minimálním laterálním pohybem - maximální dosažená výška byla 744 metrů. Druhá byla více podobná své předloze (hlavní část trupu byla standardní) a sloužila k testování některých zásadních prvků později použitých v letových verzích. Bohužel při pátém testu v srpnu 2014 došlo k fatální anomálii na senzorovém vybavení, které způsobilo její zničení. Bylo uvedeno, že letová verze má pro daný senzor redundantní zálohu, a tudíž by ke stejné anomálii dojít nemohlo.

## Design
První stupeň je osazen devíti motory typu Merlin 1D+ na kapalný kyslík a čistý letecký petrolej (LOX/RP-1) v konfiguraci octaweb, kde osm motorů rozmístěných po obvodu obklopuje jeden motor středový (označován jako motor číslo pět - zároveň nabízí i nejširší možnost vektorování tahu). Motory jsou se zbytkem prvního stupně spojeny kovovou podpůrnou strukturou, do které jsou motory zavařeny. Na rozdíl od předchozí konfigurace, kde byly motory rozmístěny v mřížce 3x3 (tzv. tic-tac-toe konfigurace) tato konstrukce zjednodušuje výrobní proces a i design samotný. Při startu je všech devět motorů zažehnuto pyroforickou směsí TEA-TEB (triethylhliník-triethylboritan) z pozemních nádrží startovního komplexu, raketa nicméně disponuje i vlastními nádržemi na tuto směs - kvůli pozdějším zážehům při přistávacích manévrech. Směs se vyznačuje typickým zeleným plamenem (po přistání 1. stupně mise JCSAT-14 byl v motorové sekci zpozorován zelený plamen).
Nad motorovou sekcí jsou umístěny čtyři přistávací nohy, vyrobené z uhlíkového vlákna a voštinového kompozitního hliníku. Dohromady váží méně než 2,1 tuny. Při vzletu jsou složeny podél trupu, před přistáním je písty roztáhnou pomocí stlačeného hélia. Celkové rozpětí noh je až 18 metrů. Podle Gwynne Shotwellové jsou přistávací nohy konfigurace FT silnější než ty, které byly montované na trup v1.1. Prohlásila to v reakci na selhání jedné z nich během přistání letu 21 (Jason-3).
Motory prvního stupně hoří obvykle 140 sekund (pokud jde o misi na nízkou oběžnou dráhu) nebo až 156 sekund (vysokoenergetické mise na přechodovou dráhu ke geostacionární dráze). Krajní případy letů na GTO pak značně komplikují přistání, protože kvůli úspoře paliva není prováděn tzv. boostback burn, který upravuje přistávací trajektorii stupně, a raketa proto letí k přistávací zóně po takřka balistické křivce.
Nad hlavní částí trupu prvního stupně se pak nachází tzv. mezistupeň (interstage). To je kompozitní konstrukce, která chrání motor druhého stupně během vzletu, a následně zajišťuje jeho bezpečné oddělení, čehož je dosaženo pomocí pneumatického oddělovacího systému - ten je unikátní, protože většina nosných raket využívá pyrotechnického oddělení. Mezistupeň se následně vrací k přistání spolu s prvním stupněm.
Po oddělení prvního stupně dochází po pěti až sedmi sekundách k zážehu jediného motoru druhého stupně. Jedná se o vakuový derivát motorů prvního stupně, běžně označovaný jako M1DVac, a vyznačuje se především podstatně větší tryskou s větším expanzním poměrem. Na rozdíl od motorů prvního stupně M1DVac nabízí také širší možnosti regulace tahu, a to se spodní hranicí až 39% nominálního výkonu (u motorů prvního stupně je to 70%).
Na druhém stupni je ve většině případů osazen aerodynamický kryt. Oproti nosným systémům jako je např. Atlas V, raketa Falcon disponuje krytem vyráběným pouze v jedné velikosti, a to o průměru 5,2 metru a výšce 13,2 metru. Obě dvě poloviny jsou vyrobeny z uhlíkového vlákna a voštinového kompozitního hliníku, a mezi oddělením druhého stupně a ukončením jeho prvního zážehu jsou pneumaticky odděleny.
Aerodynamický kryt je užíván k ochraně citlivého nákladu během vzletu - většinou jde o citlivé satelity určené k nasazení ve vakuu vesmíru. Nicméně když americká společnost Sierra Nevada zvažovala raketu Falcon jako alternativu pro vynášení své lodi Dreamchaser (místo Atlasu V), bylo uvedeno, že by loď byla také vynášena uvnitř aerodynamického krytu (došlo by ale ke složení křídel).
V případě, že probíhá let s lodí Dragon, nebo Dragon v2 pak aerodynamický kryt není osazován, protože ho není třeba.

## Znovupoužitelnost a ekonomika letů
Znovupoužívaní prvních stupňů se stalo rutinním. Dle dostupných informací to významně přispívá k ekonomice provozu této rakety a rovněž jsou díky tomuto značně zredukovány požadavky na výrobní kapacity, zejména raketových motorů Merlin.
Již letěné první stupně rakety, resp. jejich znovupoužitelnost jsou rovněž představovány jako významná spolehlivostní výhoda. Jsou prezentovány jako prověřené letem (flight-proven) a tudíž jasně demonstrovanou letovou spolehlivostí. U zákazníků Falconu 9 původně převažovala jistá nedůvěra k recyklovaným stupňům, jakmile ale bylo desítkami letů demonstrováno, že znovupoužitelnost nemá negativní vliv na spolehlivost rakety, došlo k přehodnocení tohoto přístupu a i klíčoví zákazníci jako NASA či americké ministerstvo obrany začínají výrazněji využívat recyklovaných strojů. Významným faktorem je ekonomika provozu recyklovaných raket, kdy cena za start takovéto rakety je pro zákazníka významně levnější.
Pro přistávání prvních stupňů SpaceX používá celkem 3 přistávací zóny na pevnině (LZ-1 a 2 na Cape Canavaral Air Force Station a LZ-4 na Vandenbergově letecké základně) a 3 autonomní plovoucí přistávací plošiny (plošina A Shortfall of Gravitas a plošina Just Read the Instructions v Atlantiku pro starty z Mysu Canaveral a plošina Of Course I Still Love You obsluhuje v Tichém oceánu starty ze základny Vandenberg.
Kromě prvních stupňů rakety byla rovněž vyladěna schopnost zachycování aerodynamických krytů, které se rovněž daří stále častěji znovupoužívat, zejména u interních letů firmy SpaceX s družicemi Starlink. Začátkem roku 2021 nakonec SpaceX skončilo se zachytáváním aerodynamických krytů do sítě. Vylepšená verze krytů snese kontakt se slanou vodou a tak je výhodnější nechat kryty přistát pomocí padáku do oceánu. Úspěšnost zachytávání do sítě byla navíc velice nízká.
Podle ředitelky SpaceX Gwynne Shotwellové jsou náklady spojené s kontrolou a manipulací se zachráněnými prvními stupni výrazně nižší, než polovina ceny nového stupně. Tyto náklady by se navíc časem měly dále snižovat. První stupně budou s největší pravděpodobností vyřazovány až v době, kdy jejich repase bude zbytečně nákladná. Samotná doba repase byla navíc zkrácená. Stupně bývají většinou připraveny k dalšímu startu už jeden měsíc po jejich přistání. Rekordní doba mezi lety činí 9 dní a bylo jí dosaženo 21. března 2025 stupněm B1088.
V roce 2020 byly celkové náklady na start znovupoužitelného Falconu 9 zhruba 28 milionů $.

## Přehled prvních letů
Dne 13. března 2010 proběhl v rámci testování rakety na startovacím komplexu SLC-40 mysu Canaveral zkušební zážeh všech 9 motorů prvního stupně. Tento 3,5s test proběhl úspěšně. První let byl uskutečněn v pátek 4. června 2010 po prověrce a instalaci autodestrukčního systému nosiče. Během prvního letu došlo k selhání jednoho motoru a mise byla částečně neúspěšná, jelikož nedošlo k úspěšnému vypuštění sekundárního nákladu. Po vypuštění nákladního Dragonu měl být proveden dodatečný zážeh druhého stupně a následně by byl vypuštěn satelit společnosti Orbcomm. Šlo o to, že NASA požaduje více než 99% jistotu, že dodatečný zážeh nijak neohrozí ISS, ale kvůli selhání jednoho z motorů prvního stupně měla raketa k dispozici méně paliva, než bylo původně v plánu, a tak při nové kalkulaci vyšlo najevo, že tato jistota už byla “pouze” 95%. NASA tedy dodatečný zážeh druhého stupně zakázala, na což měla jako primární zákazník právo. Satelit tedy nakonec skončil na špatné orbitě a po 4 dnech shořel v atmosféře. Je však důležité poukázat na to, že nebýt opatrnosti NASA, SpaceX mohlo technicky vzato splnit i tuto sekundární misi.
Dne 10. ledna 2015 byl poprvé během běžného startu otestován řízený návrat prvního stupně rakety. Ten byl úspěšně naveden na přistávací plošinu v oceánu, během tvrdého dopadu byl však zničen. Při druhém pokusu o návrat v dubnu 2015 se raketa po dosednutí na přistávací plošinu převrátila.
Při devatenáctém letu došlo dvě a půl minuty po startu k explozi a ztrátě rakety. Podle předběžných závěrů vyšetřování (z konce července 2015) havárii způsobila prasklá vzpěra, vinou které došlo k explozi nádrže s tekutým kyslíkem. V září 2015 firma SpaceX oznámila, že k obnově letů dojde „nejdříve za několik měsíců“.

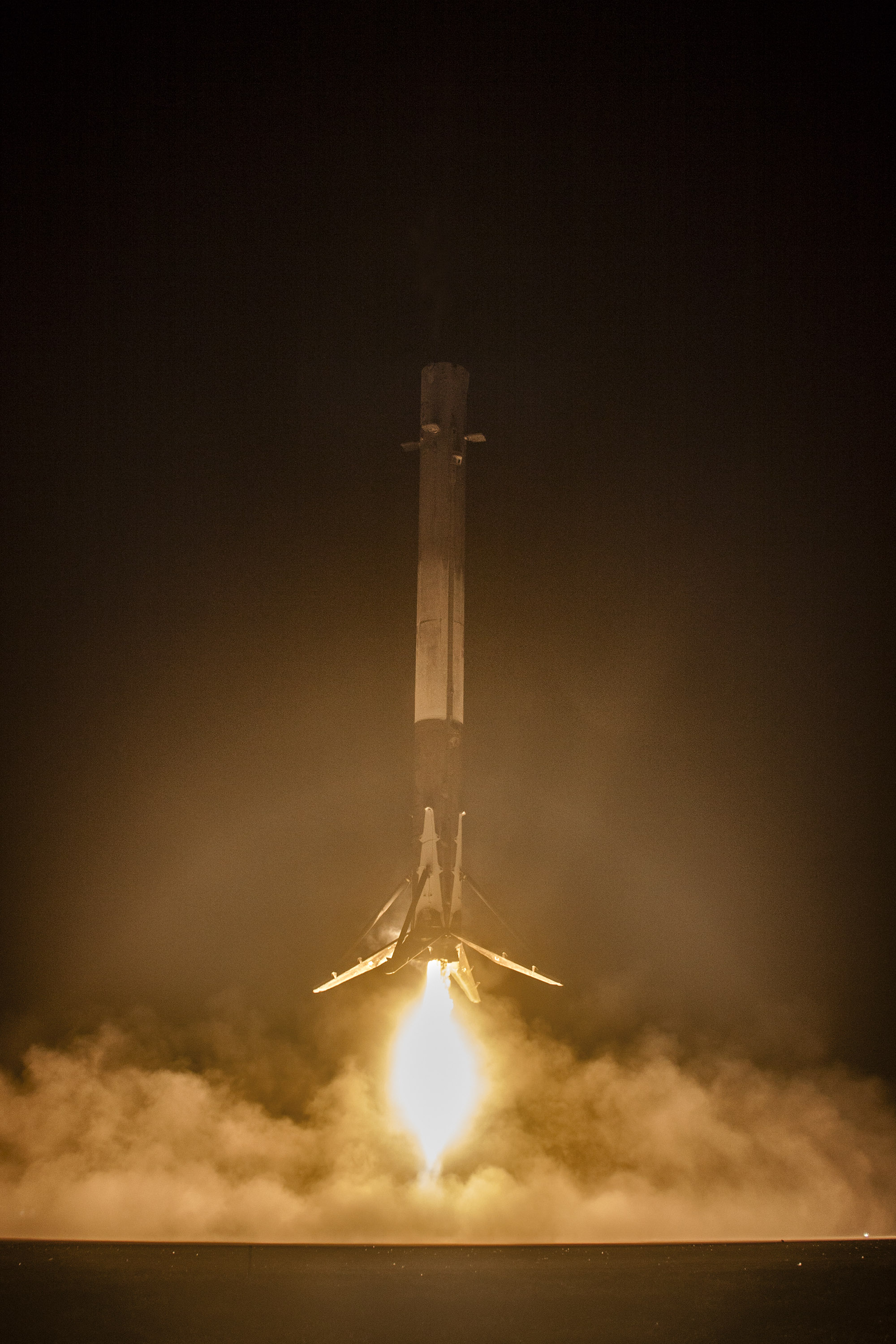
Falcon 9 provádí experimentální přistání na mysu Canaveral.

Dne 22. prosince 2015 byl následně s vylepšenou verzí rakety označovanou jako FT (prodloužený 2. stupeň, použití přechlazeného paliva) úspěšně demonstrován návrat 1. stupně zpět na kosmodrom i s úspěšným přistáním. Jednalo se o historicky první přistání prvního stupně rakety navedené na orbitální let. Následný statický zážehový test, provedený 15. ledna na odpalovací rampě SLC-40, prokázal, že raketa je v dobrém stavu, až na jeden z vnějších motorů Merlin 1D+, který vykazoval tahové fluktuace. Musk to na svém twitterovém účtu následně připsal náhodné ingesci trosek. Stupeň byl následně uskladněn v integračním hangáru na rampě 39A v Kennedyho vesmírném středisku před tím, než byl v červnu téhož roku převezen do Kalifornie k vystavení před centrálou SpaceX v tamějším Hawthorne.
Navazující mise Jason-3 ze dne 17. ledna úspěch letu ORBCOMM-2 s přistáním na zemi nezopakovala, protože satelit mířil na vysoce prográdní orbitální dráhu a tudíž startoval z k tomu lépe uzpůsobené Vandenberg AFB. SpaceX zde v té době neměla infrastrukturu, která by takový manévr mohla podpořit, a také jí stále nebylo uděleno povolení od Federální letecké správy (FAA) pro přelet nad blízkou přírodní rezervací, která schraňuje i několik ohrožených druhů; pokusili se proto o přistání na již třetí autonomní plošině, pojmenované po své vysloužilé předchůdkyni Just Read the Instructions, v Tichém oceáně. Raketa na plošinu dosedla, ale ocelový zámek jedné z přistávacích noh se nedomkl a raketa se tudíž převrátila a explodovala. Podle Muska to bylo způsobeno hustou ranní mlhou na odpalovací rampě, která kondenzovala a následně mrzla na raketě. Velké části trupu nicméně explozi přežily, a byly úspěšně dopraveny do losangeleského přístavu k dalšímu ohledání. Druhý stupeň úspěšně dopravil satelit Jason-3 na žádanou orbitu, v průběhu demonstrující svoji schopnost několikrát zažehnout motor, která je považována za kruciální k dopravě těžších zatížení na orbitu.
Gwynne Shotwell, ředitelka SpaceX, na konferenci FAA CST 4. února 2016 zmínila, že přistávací nohy konfigurace FT byly podstatně vylepšeny (Jason-3 byl posledním letem předchozí konfigurace, v1.1).

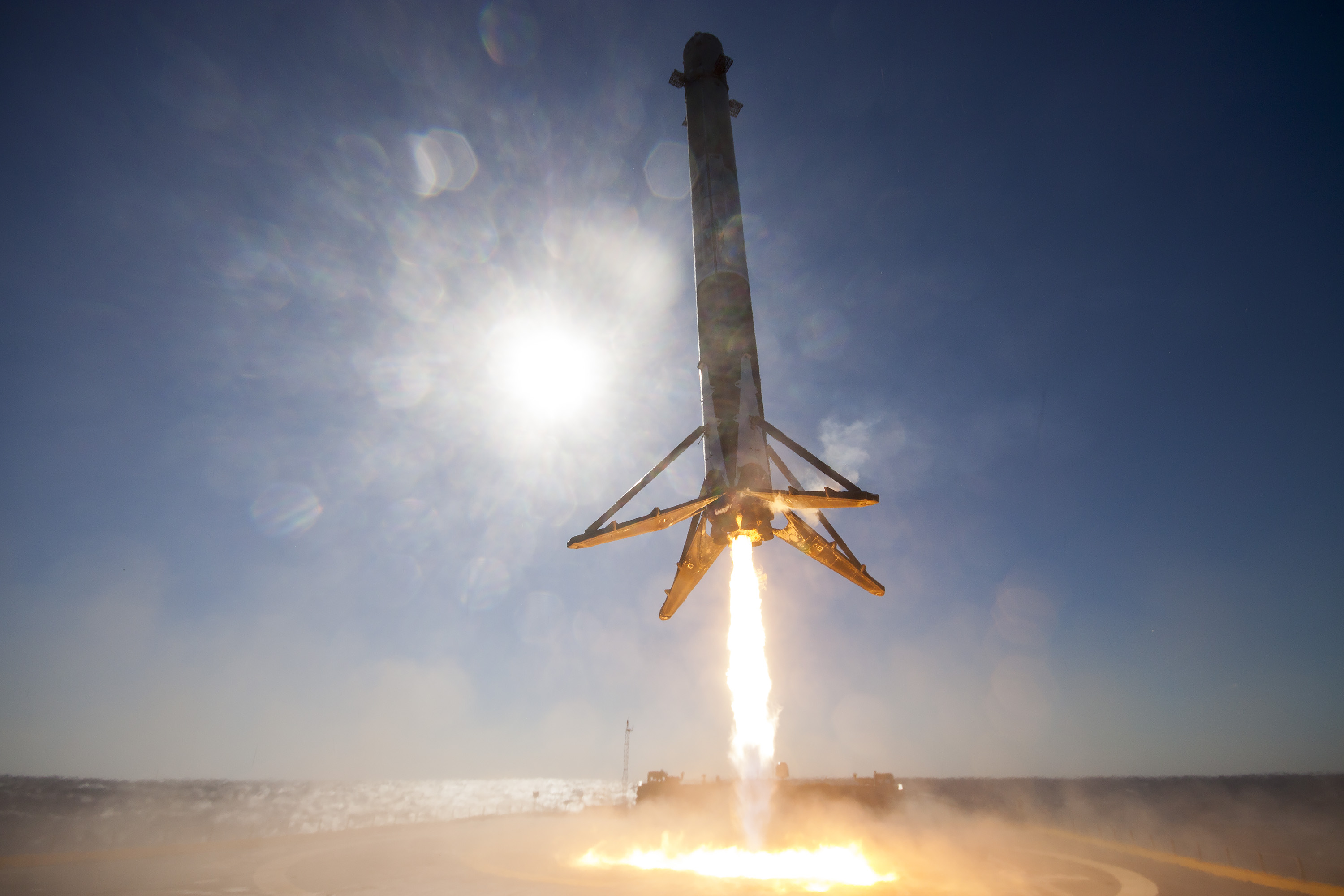
Falcon 9 při prvním úspěšném pokusu o přistání na autonomní oceánské přistávací plošině.

Následující misí bylo úspěšné vynesení lucemburského satelitu SES-9, mířícího na geostacionární oběžnou dráhu (GEO). Se svojí váhou, přesahující 5 330 kg, je to zatím nejtěžší satelit, který raketa Falcon 9 vynesla na přechodovou dráhu ke GEO. Misi samotné ale předcházelo mnoho neočekávaných změn, počínaje vyžádáním změny v letovém profilu od společnosti SES S.A., aby satelit dosáhl vyššího apogea a zkrátil se tak čas nutný pro dodatečné manévrování satelitu svépomocí (úspora byla následně vyčíslena na 45 dní) a konče čtyřmi neúspěšnými pokusy o start - první byl zrušen půl hodiny předem a to kvůli nepříznivému počasí nad mysem Canaveral, druhý minutu a tři čtvrtě před startem kvůli pomalému tankování tekutého kyslíku, třetí skončil přerušením při zážehu kvůli nízkému tahu způsobenému ohřátím tekutého kyslíku během čekání na vyklizení příbřežní hazardní zóny, a čtvrtý byl odvolán několik hodin před startem kvůli horním větrům. Raketa Falcon 9 se vznesla k oblohám až při pátém pokusu, a to 4. března 2016, okolo 23:35 GMT. Došlo ke vzletu prostému všech anomálií, druhý stupeň se oddělil přibližně dvě minuty čtyřicet osm sekund po startu a pokračoval ke své koncové destinaci na přechodové dráze ke GEO, zatímco první stupeň po balistické křivce zamířil k přistávací plošině Of Course I Still Love You, umístěné 632 kilometrů od floridského pobřeží. Krátce po osmé minutě první stupeň inicioval svůj přistávací zážeh, kvůli excesivní rychlosti výjimečně prováděný o třech motorech místo jednoho, ale i přesto bylo přistání na plošině tvrdé a nezdařilo se. Plošina samotná utrpěla dílčí poškození. SpaceX už předem prohlásilo, že kvůli extrémnímu letovému profilu s úspěšným přistáním nepočítá.
Prvním letem konfigurace FT byl 22. prosince 2015 start mise Orbcomm 2. První stupeň úspěšně přistál na oceánské plošině Of Course I Still Love You (ta samá, která byla použita při vynesení satelitu SES-9).

## Selhání a spolehlivost
Falcon 9 zrealizoval ke konci roku 2023 celkem 285 misí, z čehož 283 bylo úspěšných. S výslednou úspěšností přes 99.3 % je tak nejspolehlivější z aktuálně provozovaných raket. I přesto došlo ke dvěma katastrofickým selháním, které měly za následek zničení cenného nákladu i rakety samotné.
Pro srovnání, rakety rodiny Sojuz uskutečnily 1880 startů s úspěšností 95,1 % (nejnovější Sojuz-2 má úspěšnost 94 %), ruská řada Proton uskutečnila 425 startů s úspěšností 88,7 % (nejnovější Proton-M má úspěšnost 90,1 %), evropská Ariane 5 uskutečnila 110 startů s úspěšností 95,5 % a čínský Dlouhý pochod 3B uskutečnil 85 startů s úspěšností 95,3 %.
Pokud jde o spolehlivost záchrany prvních stupňů (k březnu 2024), pro Falcon 9 Block 5 se ze 276 pokusů o záchranu povedlo úspěšně přistát celkem ve 272 případech, čemuž odpovídá 98,6% spolehlivost. 

### CRS-7 (červen 2015)
Během startu mise CRS-7 došlo 28. červen 2015 ke katastrofickému selhání druhého stupně a následné ztrátě rakety i nákladu, který mířil na Mezinárodní vesmírnou stanici.
Jednalo se o první velké selhání od dob Falconu 1 a pro SpaceX to byla velká rána. Všechny plánované starty byly pozastaveny a začalo obtížné vyšetřování příčiny nehody. Výsledkem bylo zjištění, že havárii způsobila vadná kovová podpěra, která měla na starost držet na místě nádrž se stlačeným heliem uvnitř kyslíkové nádrže druhého stupně. Podpěra byla výrobcem certifikována na určitou zátěž, avšak v tomto případě selhala při zátěži mnohem nižší. Jednalo se nejspíš o vadný kus. SpaceX v reakci na toto zjištění změnilo dodavatele těchto podpěr.
Společnost nakonec znovu startovala 6 měsíců po nehodě. Zajímavostí je, že loď Dragon selhání rakety přečkala ve zdraví, ale jelikož s takovou nehodou nikdo dopředu nepočítal, software na situaci nebyl připraven a Dragon tedy nemohl rozevřít padáky, aby alespoň zachránil cenný náklad. V reakci na tuto nehodu byl software upraven, aby v budoucnu Dragon padáky mohl v takovéto situaci otevřít.

### Amos-6 (září 2016)
Po červnové nehodě CRS-7 se SpaceX vrátilo do služby na konci prosince 2015 a v průběhu roku 2016 se firma postupně dostávala do slušného tempa startů. Slibný rozjezd jim však překazila další nehoda.
1. září 2016 SpaceX připravovalo raketu se satelitem Amos-6 k rutinnímu statickému zážehu na rampě. Zrovna probíhalo tankování rakety, když vtom došlo k nečekané explozi v druhém stupni, což mělo za následek nejen ztrátu rakety i drahocenného satelitu, ale také poničení rampy SLC-40. Následné vyšetřování nakonec zjistilo, že nový rychlejší způsob tankování helia a kyslíku, který SpaceX zavedlo několik startů před nehodou, způsobil neočekávané interakce mezi extrémně studenými látkami a nádrží s heliem obalené v kompozitních materiálech, které vedly ke vznícení.
SpaceX se vrátilo do služby 5 měsíců po nehodě a od té doby statické zážehy provádí bez připojeného nákladu.

### Starlink 9-3 (červenec 2024)
Při 69. startu v kalendářním roce a celkově 354. startu Falconu 9 v jeho historii byla 11. července 2024 přerušena řada 334 úspěšných vzletů od předchozího selhání během startu 28. června 2015. Booster 1063 při své 19. misi Starlink 9-3 po vzletu z kosmodromu VSFB sice v pořádku přistál na plošinu OCISLY, ale v další etapě letu se na 2. stupni projevil únik okysličovadla. Kapalný kyslík podle videopřenosu namrzal na motoru 2. stupně a nakonec způsobil, že motor nenaskočil při druhém spuštění, nezbytném pro zvýšení nejnižšího bodu oběžné dráhy. Ten proto dosahoval pouze asi 135 kilometrů nad Zemí a s každým obletem se o několik kilometrů snižoval vlivem odporu prostředí (tzv. atmosférického tahu) v horních vrstvách atmosféry. Všech 20 Starlinků sice bylo z horního stupně uvolněno a SpaceX se pokusila část z nich navést na udržitelné dráhy, jejich iontové pohony však na takový úkol nestačily a satelity postupně zanikaly.
Společnost SpaceX záhy informovala, že provede ve spolupráci s Federálním úřadem pro letectví (FAA) vyšetřování, v němž určí hlavní příčinu události a provede nápravná opatření, aby zajistila úspěch budoucích misí. Vyjádřila také připravenost rychle pokračovat „v našem tempu nejaktivnějšího poskytovatele startovacích služeb na světě”. FAA následně potvrdil své zapojení do vyšetřování. A přestože připustil, že nebyly v důsledku incidentu hlášeny žádné škody na majetku ani žádná zranění, zastavil lety Falconu 9 do okamžiku, kdy schválí vyšetřovací zprávu SpaceX, z níž zjistí, „že žádný systém, proces nebo postup související s nehodou nemá vliv na veřejnou bezpečnost”. S ohledem na dosavadní zkušenosti s délkou takového vyšetřování i na dominantní pozicí SpaceX na amerických startech satelitů a kosmických lodí tak vznikla nejistota ohledně dopadů uzemnění Falconů. V možném ohrožení se ocitly nejbližší starty k Mezinárodní vesmírné stanici – nákladní lodi Cygnus NG-21 (na začátku srpna 2024) a mise SpaceX Crew-9 s posádkou pro nadcházející půlroční Expedici 72 (v polovině srpna) – nebo start soukromé mise Polaris Dawn (plánovaný na konec července 2024).
SpaceX proto 15. července požádala FAA, aby v souladu se zákonem vyhlásil veřejnou bezpečnost Falconu 9. Pokud by úřad vyhověl, mohla by SpaceX obnovit starty, ačkoli by stále pokračovalo vyšetřování nehody z 12. července. FAA pro média prohlásil, že „žádost přezkoumává a v každém kroku procesu se bude řídit údaji a bezpečností". Zástupci NASA pak 17. července na setkání s novináře řekli, že agentura provede vlastní reautorizaci Falconu 9 předtím, než raketu vypustí se svou další posádkou nebo nákladní misí. A SpaceX později uvedla, že připravuje na nadcházející víkend 20. a 21. července dva starty misí Starlink 10-4 a 10-9 z obou ramp, které používá na Floridě – samozřejmě pouze v případě, že FAA žádost o stanovení veřejné bezpečnosti schválí.
Protože FAA mlčel, SpaceX termíny startů postupně odsouvala, ale pokračovala v přípravě na ně a 25. července 2024 provedla na rampě SLC-40 kosmodromu CCSFS na Floridě několikavteřinový statický zážeh Falconu 9 určeného pro misi Starlink 10-4. Později téhož dne SpaceX předložila FAA zprávu o anomálii 11. července. Podle zprávy vyšetřovací tým SpaceX pod dohledem FAA identifikoval nejpravděpodobnější příčinu události neštěstí a navrhl související nápravná opatření k zajištění úspěchu budoucích misí. Příčinou úniku tekutého kyslíku podle zprávy byla trhlina ve snímacím vedení pro tlakový senzor připojený ke kyslíkovému systému 2. stupně, k níž došlo vlivem únavy materiálu způsobené vysokým zatížením vibracemi motoru a uvolněním svorky, která jinak brání pohybu vedení. V důsledky úniku kyslíku se nadměrně ochlazovaly součástí motoru související s přívodem pohonných hmot do motoru a ten v okamžiku druhého spuštění neprošel řízeným zážehem, ale tzv. tvrdým startem, který motor poškodil. SpaceX ve zprávě dále uvedla, že ke dni předložení zprávy nebyly nahlášeny žádné trosky, které by po události dopadly na Zemi a že pro blízké starty budou z Falconů vadné senzory a snímací vedení na motorech druhých stupňů odstraněny, protože senzor není používán letovým bezpečnostním systémem a může být pokryt alternativními snímači. SpaceX také provedla dodatečnou kontrolu a čištění všech snímacích vedení a svorek na flotile aktivních boosterů používaných k letům, což vedlo k proaktivní výměně některých součástí.
FAA 26. července po obsáhlém dvooutýdenním prověřování došel k závěru, že anomálie při letu rakety Falcon 9 provedeném 11. července neměla žádné bezpečnostní dopady na veřejnost a přistoupil na návrh SpaceX, aby zbytek vyšetřování probíhal během provozu nosičů Falcon 9. SpaceX na opětovné povolení letů reagovala prvním naprosto úspěšným startem mise Starlink 10-9, a to 27. července 2024 brzy ráno, jen o několik hodin po vydání rozhodnutí FAA.

### Starlink 8-6 (srpen 2024)
Booster B1062 se 28. srpna 2024 vydal z rampy SLC-40 k dalšímu zápisu do seznamu svých rekordních letů – jako vůbec první odstartoval po třiadvacáté. Mise probíhala bez komplikací, druhý stupeň se řádně oddělil od stupně prvního a později úspěšně uvolnil k samostatnému letu všech 21 satelitů sítě Starlink. První stupeň se mezitím vydal k plovoucí plošině A Shortfall Of Gravitas, 8 minut a 22 sekund po startu na ni přistál – a bezprostředně poté se kvůli prasknutí jedné z přistávacích nohou převrátil do vodorovné polohy a rozlomil se, načež jeho horní část přepadla do moře. Šlo o první neúspěšné přistání od února 2021, po 267 úspěšných pokusech. FAA krátce poté nařídil vyšetřování, ale ještě před jeho ukončením povolil po dvou dnech na žádost SpaceX další starty, a to shodou okolností ve stejný den, kdy plošina ASOG se zbytky stupně B1062 dorazila zpět na kosmodrom.

### SpaceX Crew-9 (září 2024)
Devátý let lodi Crew Dragon k ISS 28. září 2024 začal řádným startem rakety Falcon, rozdělením stupňů, přistáním 1. stupně na přistávací ploše 1 a vysazením kosmické lodi na základní oběžnou dráhu. Neobvyklá komplikace – třetí v řadě během 80 dní – tentokrát nastala při „úklidu” použitého 2. stupně rakety Falcon z oběžné dráhy. Jeho motor se sice zapálil, aby stupeň nasměroval do atmosféry, ale zapálil se jinak, než měl. Nespálené trosky stupně tak po průletu atmosférou sice dopadly do Tichého oceánu, ale mimo vymezený a zabezpečený koridor. A i když nezpůsobily žádné škody, SpaceX do zjištění příčin této anomálie pozastavila další starty Falconů. Federální úřad pro letectví (FAA) následně i v tomto případě oznámil, že požaduje vyšetřování. Prozatím povolil SpaceX jedinou výjimku, start 7. října 2024 se satelitem Hera pro Evropskou kosmickou agenturu, jehož odklad při naplánovaném letu mimo oběžnou dráhu Země by nebyl možný – u 2. stupně se nepočítalo s návratem do atmosféry, a podle FAA tedy nehrozilo riziko opakování předchozí anomálie. Úřad současně informoval, že prověřuje zprávu o vyšetřování nehody při startu Crew-9, kterou SpaceX předložila 4. října společně se žádostí o povolení dalších letů Falconu 9. Obnovení letů FAA povolil 11. října 2024.